# V415 Carinae
V415 Carinae eller HD 50337, är en dubbelstjärna i norra delen av stjärnbilden Kölen. Den har en genomsnittlig skenbar magnitud av ca 4,40 och är  synlig för blotta ögat där ljusföroreningar ej förekommer. Baserat på parallaxmätning inom Hipparcosuppdraget på ca 6,0 mas, beräknas den befinna sig på ett avstånd på ca 553 ljusår (ca 182 parsek) från solen. Den rör sig bort från solen med en heliocentrisk radialhastighet på ca 26 km/s.

## Egenskaper
Primärstjärnan V415 Carinae A är en gul ljusstark jättestjärna av spektralklass G6 II. Den har en massa som är ca 3 solmassor, en radie som är ca 31 solradier och har ca 537 gånger solens utstrålning av energi från dess fotosfär vid en effektiv temperatur av ca 5 000 K.
Följeslagaren V415 Carinae B är en blå till vit stjärna i huvudserien av spektralklass A1 V. Den har en massa som är ca 2 solmassor, en radie som är ca 2 solradier och har ca 25 gånger solens utstrålning av energi från dess fotosfär vid en effektiv temperatur av ca 9 400 K.

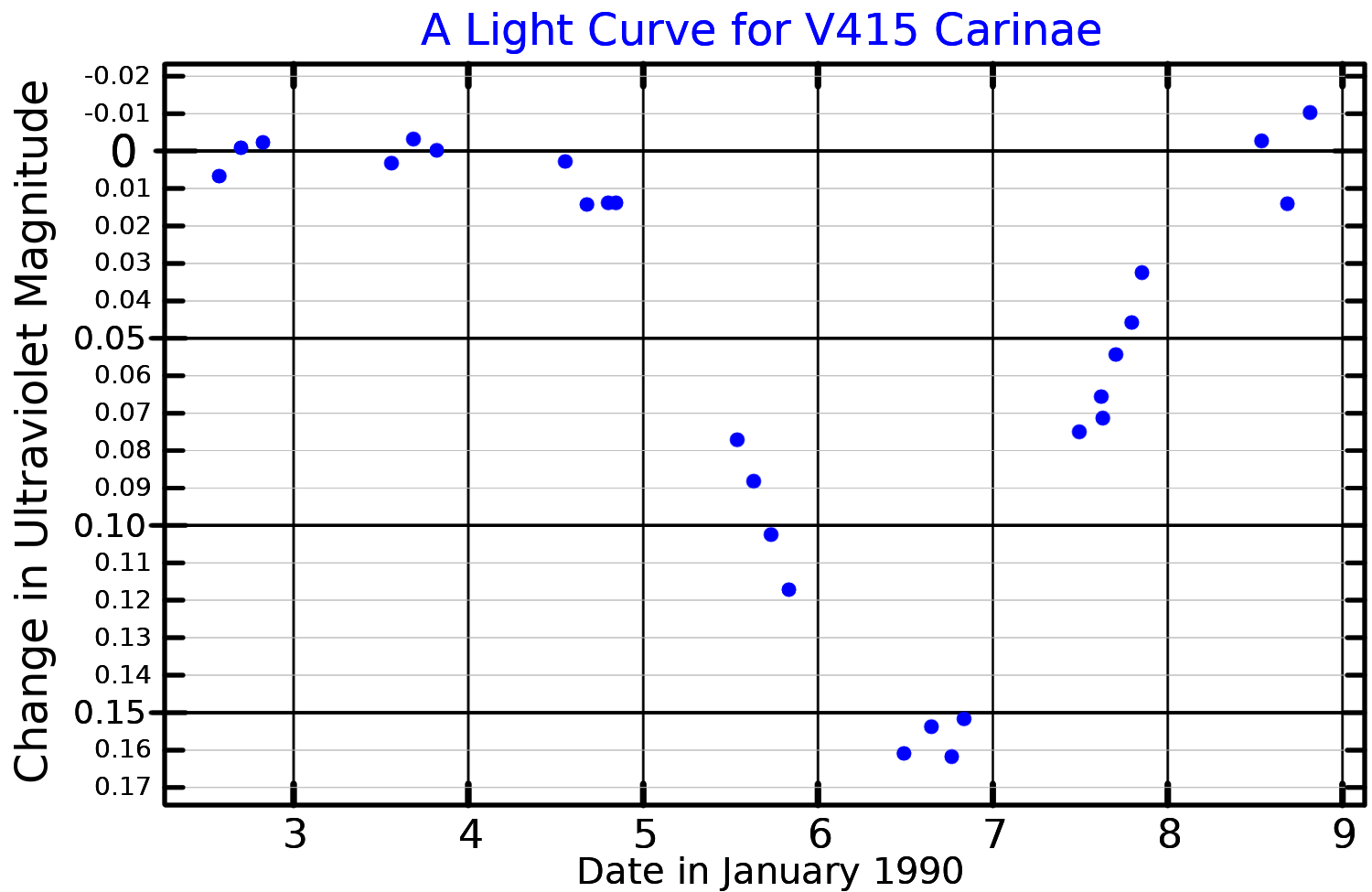
Ljuskurva för V415 Carinae, plottad från data av Schröder och Hünsch (1992).

## Variation
415 Carinae  är en förmörkande spektroskopisk dubbelstjärna av typen Algolvariabel vars skenbara magnitud varierar med 0,06 magnitud och har ungefär 4,39 vid maximal ljusstyrka. Följeslagaren cirkulerar kring primärstjärnan i en omloppsbana med halv storaxel på 2,17 bågsekunder och excentricitet 0,00585 där stjärnorna regelbundet förmörkar varandra, vilket gör V415 Carinae till en variabel stjärna med en omloppsperiod på 195 dygn.